# Colias nastes
Colias nastes és una espècie de lepidòpter papilionoïdeu de la família dels pièrids (Pieridae). Es troba al nord d'Escandinàvia, nord de Rússia (península de Taimyr, península de Yamal, Nova Terra, nord dels monts Urals), i també a Groenlàndia i Nord-amèrica fins a les muntanyes Rocoses.

## Subespècies
Es reconeixen les següents subespècies:
- Colias nastes aliaska
- Colias nastes dezhnevi
- Colias nastes ferrisi
- Colias nastes moina
- Colias nastes nastes
- Colias nastes streckeri